# 多爾克冰川
69°26′S 76°27′E / 69.433°S 76.450°E
多爾克冰川是南極洲的冰川，全長15公里，最終在拉斯曼丘陵和施泰因內斯海角之間注入普里茲灣東南部，該冰川由挪威製圖師根據探險隊繪入地圖。